# 21ブリッジ
『21ブリッジ』（トゥエンティワンブリッジ、21 Bridges）は、2019年のアメリカ合衆国のアクション・スリラー映画。監督はブライアン・カーク、出演はチャドウィック・ボーズマンとシエナ・ミラーなど。逃走中の強盗殺人犯を捕まえるためにニューヨーク・マンハッタン島にかかる21の橋を全て封鎖する作戦に打って出た刑事の活躍を描いている。

## ストーリー
退役軍人のマイケル・トルヒーヨとレイ・ジャクソンは犯罪に手を染めていた。ある日、2人はワイナリーに隠されている数㎏のコカインを盗み出す仕事を請け負うが、実はそのワイナリーには尋常ではない量のコカインが保管されていた。何かがおかしいと気が付いた2人だったが、時すでに遅く、そこへ警官たちがやってくる。2人は警官たちと銃撃戦になり、レイは警官数名を殺してしまった。マイケルはレイを怒鳴りつけるも、その場から逃げ出す以外に道はなかった。その後、ニューヨーク市警はアンドレ・デイビス刑事に事件の捜査に当たるよう命じた。
アンドレは警察官として優れた功績を残した父親に追い付くべく、日々奮闘していた。アンドレは警官を殺した犯人を射殺したことで一気に名を馳せたが、本人は「犯人を射殺したのはやむを得なかったからであり、正義感や復讐心からではない」と思っていた。
アンドレは、ニューヨーク市警85分署署長のマッケナ警部の命令で、署長と同じ85分署の麻薬取締班のフランキー・バーンズ刑事とタッグを組むことになる。2人が捜査に着手した矢先、FBI捜査官が捜査に介入してきた。ペースを乱されたものの、2人は市当局、FBI、警察の許可を何とか取り付け、翌日の午前5時までマンハッタン一帯を封鎖することに成功した。
その頃、マイケルとレイは連絡係のブッシュを脅しつけ、仕事の依頼主（ホーク）と会う。ホークから資金洗浄の請負人アディを紹介され、アディのアジトへ行き、金と偽の身分証を得ようとした。その要求に応じたアディは「明朝、マイアミに向かって出発するように」と2人に言った。その後、ブッシュはクラブ“パンナム”にいたところを駆けつけた85分署のバッチコ刑事らによって射殺された。遅れて到着したアンドレは、バッチコが自分の銃をブッシュの死体の傍に置き、正当防衛の偽装工作をしたことを見抜く。ほどなくして、アンドレの元に「ケリー警部補率いるチームがアディの自宅を突き止めた」との一報が届いた。それを聞いたアンドレは「捜査がスムーズに進みすぎている」と違和感を覚える。

## キャスト
※括弧内は日本語吹替
- アンドレ・デイビス刑事 - チャドウィック・ボーズマン（田村真）
  - 子供時代のアンドレ・デイビス - クリスチャン・アイザイア

ニューヨーク市警殺人課の刑事。優秀だが、過去に警官殺しの犯人を射殺したことが問題視され、「警官殺しの処刑人」と言われている。
- フランキー・バーンズ刑事 - シエナ・ミラー（笹島かほる）

85分署の麻薬取締班の刑事。娘がいるシングルマザー。アンドレと組む。
- マット・マッケナ警部 - J・K・シモンズ（堀越富三郎）

ニューヨーク市警85分署の警察署長。アンドレに事件の解決を依頼し、部下のフランキーを相棒として組ませる。
- マイケル・トルヒーヨ - ステファン・ジェームス（英語版）（中務貴幸）

退役軍人の強盗犯。頭の切れる男。
- レイモンド・“レイ”・ジャクソン - テイラー・キッチュ（峰晃弘）

退役軍人の強盗犯。銃の腕が立つ男。戦死した親友アーベル・トルヒーヨの弟マイケルの相棒であり、保護者でもある。
- スペンサー警視正 - キース・デイヴィッド（菊池康弘）
- アディ - アレクサンダー・シディグ（西垣俊作）

高額の資金洗浄を請け負っている男。
- トリアノ・ブッシュ - ルイス・キャンセルミ（川端快彰）

ホークの連絡係。
- ヨランダ・ベル - ヴィクトリア・カルタヘナ（英語版）（北村さちこ）

ロウアー・マンハッタン警備部門の巡査。
- ホーク・タイラー - ゲイリー・カー（英語版）（村井雄治）

麻薬強盗の依頼主。
- モット副市長 - モロッコ・オマリ（英語版）（高橋ちんねん）
- トム - デイル・パヴィンスキー
- ヴォネッタ・デイビス - エイドリアン・レノックス（英語版）
  - 若い頃のヴォネッタ・デイビス - サラ・エレン・スティーヴンス

アンドレの母親。認知症を患っている。
- リー - ジェイミー・ニューマン（浅井晴美）

ブッシュの元恋人。犯人がレイとマイケルであると証言。
- バッチコ捜査官 - オビー・アビリー（山下タイキ）
- デュガン捜査官 - アンディ・トルシンスキ（庄司然）
- ケリー警部補 - ダーレン・リーパリ

## 製作
2018年7月11日、チャドウィック・ボーズマンが映画『17 Bridges』に出演することになったとの報道があった。9月24日、本作の主要撮影が始まった。26日、J・K・シモンズ、シエナ・ミラー、テイラー・キッチュが起用されたと報じられた。10月、キース・デイヴィッド、ステファン・ジェームス、ジェイミー・ニューマンらがキャスト入りした。
2019年3月26日、ヘンリー・ジャックマンとアレックス・ベルチャーが本作で使用される楽曲を手掛けると報じられた。11月15日、ソニー・クラシカルが本作のサウンドトラックを発売した。

## 公開・マーケティング
2019年4月24日、本作のオフィシャル・ポスターが公開された。その際、本作のタイトルは『17 Bridges』から『21 Bridges』に変更された。25日、本作のオフィシャル・トレイラーが公開された。
当初、本作は2019年7月12日に全米公開される予定だったが、後に公開日は同年9月27日→11月22日と延期されることになった。

## 興行収入
本作は『アナと雪の女王2』及び『幸せへのまわり道』と同じ週に封切られ、公開初週末に970万ドル前後を稼ぎ出すと予想されていたが、この予想は的中した。2019年11月22日、本作は全米2665館で公開され、公開初週末に925万ドルを稼ぎ出し、週末興行収入ランキング初登場4位となった。

## 評価
本作に対する批評家からの評価は平凡なものに留まっている。映画批評集積サイトのRotten Tomatoesには138件のレビューがあり、批評家支持率は54%、平均点は10点満点で5.5点となっている。サイト側による批評家の見解の要約は「『21ブリッジ』は扱うべき要素を十分に取り込んでいる。しかし、優れた俳優たちを起用したのなら、もっと魅力的な作品になって然るべきである。」となっている。また、Metacriticには32件のレビューがあり、高評価は11件、賛否混在は17件、低評価は4件で、加重平均値は51/100となっている。なお、本作のCinemaScoreはB+となっている。